# 半蹼鹬
半蹼鹬（学名：Limnodromus semipalmatus）为鹬科半蹼鹬属的鸟类。在中国大陆，分布于黑龙江、内蒙古、河北、湖北、上海、福建、广东等地。该物种的模式产地在印度。

## 描述
成鳥具有深色的腿和長而筆直的深色喙，略短於長嘴半蹼鷸的喙。繁殖羽毛時，身體上部為棕色，下部為紅色。尾部具有黑白相間的條紋圖案。冬季羽毛主要為灰色。
牠們的繁殖棲地位於內陸西伯利亞和滿洲的草濕地。牠們會遷徙至東南亞洲，最遠可達澳大利亞北部，儘管其繁殖區和冬季棲地仍不太為人所知。這種鳥在遷徙和過冬期間一般出現在海岸。
這些鳥透過在淺水中或濕泥上探取食物來覓食。牠們主要吃昆蟲、軟體動物、甲殼類和海洋蠕蟲，但也攝取一些植物物質。

## 近似物種
這種鳥類的混淆物種並非如預期的那樣是美洲的半蹼鷸，因為半蹼鷸體型更大，並且其分佈範圍並不重疊。牠與小型的斑尾鷸非常相似，然而，半蹼鷸特有的「縫紉機」覓食動作和吠叫聲使其與更廣泛分佈的鳥類有所區別。

## 生活习惯
一般栖息于湖泊、河流及沿海岸边草地和沼泽地上。冬季一般栖息在海岸潮涧地带和河口沙洲。经常单独或聚在一起(较小)活动。性格比较胆小却十分机警。
主要以昆虫幼虫、蠕虫以及软体动物为食物。常在湖泊边、河岸、水塘沼泽和海边潮涧地带沙滩和泥地上觅食。
半蹼鹬在中国为夏候鸟和旅鸟。春季于3至5月，秋季于8至10月经过中国。经常以比较小的群体迁移。